# Ein starkes Team: Der Verdacht
Der Verdacht ist ein deutscher Fernsehfilm von Johannes Grieser aus dem Jahr 2004. Es handelt sich um die 27. Folge der Krimiserie Ein starkes Team mit Maja Maranow und Florian Martens in den Hauptrollen.

## Handlung
Kriminalhauptkommissarin Verena Berthold wird beschuldigt, nach einem Unfall Fahrerflucht begangen zu haben. Alles spricht gegen sie, sodass ein Ermittlungsverfahren eingeleitet und sie vom Dienst suspendiert wird. Da sie das so nicht akzeptiert, recherchiert sie zusammen mit ihrem Kollegen Otto Garber auf eigene Faust. Sie stoßen dabei auf einen Mordfall, mit dem Verena vor 15 Jahren zu tun hatte. Der Mann, der mit Verenas Wagen angefahren wurde, war seinerzeit Hauptbelastungszeuge. Als Otto und Verena den für den Mord verurteilten Siegfried Berends aufsuchen, stellt dieser nach wie vor klar, dass er zu Unrecht verurteilt wurde. Er macht allerdings auf die Ermittler zunächst keinen rachsüchtigen Eindruck.
Dagegen gibt es Auffälligkeiten bei Küpper, dem angefahrenen Wachmann. Otto recherchiert, dass dieser sich wenige Monate nach seiner Aussage vor Gericht ein teures Haus gekauft hatte. Und nun ist sich Küpper angeblich sicher, eine Frau am Steuer des Wagens gesehen zu haben, der ihn angefahren hatte. Um ihm „auf den Zahn zu fühlen“, lässt sich Georg Scholz als Patient zu ihm auf das Zimmer legen. Mit seinen Fragen und Hinweisen beunruhigt er den Mann und kurz nach einem Anruf, den Küpper getätigt hatte, versucht jemand ihn umzubringen. Georg lässt sich den Verbindungsnachweis geben und stößt dabei auf die ehemalige Bausenatorin Irene Winter. Bei ihr hatte die Frau als Haushaltshilfe gearbeitet, für deren Ermordung Siegfried Berends verantwortlich gemacht wurde. Dieser wird inzwischen erschlagen aufgefunden und immer mehr Hinweise deuten auf die Winters. Nachdem auch Küppers aus Angst vor einem erneuten Anschlag aussagt, dass nicht Berends, sondern Klaus Winter, der Sohn der Bausenatorin, seinerzeit aus dem Haus gerannt kam, in dem die Frau erschlagen wurde, forcieren die Ermittler den Druck auf die Winters. Küpper gibt auch zu, von Irene Winter Geld bekommen zu haben, damit er nicht ihren Sohn belastet, sondern den Kleinkriminellen Berends.
Bei dem Versuch, erneut ihren Sohn und vor allem sich selbst vor jeglichen Anschuldigungen zu schützen, kommt unerwartet Klaus Winter zu Tode. Irene Winter war es gelungen, einen jugendlichen Mandanten ihres Sohnes dazu zu überreden, Berends umzubringen. Aus Angst vor der Polizei nahm dieser Irene Winter als Geisel und schoss dann auf ihren Sohn, als dieser sich schützend vor sie stellte.
Den Unfall mit Verenas Wagen hatte tatsächlich Siegfried Berends herbeigeführt. Er war auf einer Rachetour und wollte alle „bestrafen“, die dafür verantwortlich waren, dass er für einen Mord ins Gefängnis musste, den er nicht begangen hatte. Auch den Winters hatte er bereits aufgelauert, die ihm jedoch zuvorkamen und ihn kurzerhand beseitigen ließen. Dennoch hatte er mit seiner Aktion dafür gesorgt, dass nun nach 15 Jahren die wahren Schuldigen für die Tat gefunden wurden, wobei er dabei sein Leben lassen musste.

## Hintergrund
Der Verdacht wurde in Berlin gedreht und am 17. Januar 2004 um 20:15 Uhr im ZDF erstausgestrahlt.
Sputnik, dessen Rolle als Geschäftsmann in der Serie als ein Running Gag angelegt ist, hat in dieser Folge seine Gaststätte in ein Tafelrunden-Erlebnisrestaurant umgestaltet nach dem Motto: „Schlemmen wie im Mittelalter“.

## Kritik
Die Kritiker der Fernsehzeitschrift TV Spielfilm vergeben die beste Wertung (Daumen nach oben) und werten anerkennend: „Verzwickter Fall, den das Krimiduo gewohnt souverän und mit einer Prise deftigen Humors löst.“ Fazit: „Einer der stärksten Einsätze des Teams!“